# Takeda Nobushige
Takeda Nobushige (武田 信繁 (Vũ Điền Tín Phồn) Takeda Nobushige, 1525-1561) một samurai trong thời kỳ Sengoku của Nhật Bản và là em trai của Takeda Shingen. Ông cũng là một trong 24 vị tướng của Takeda Shingen.Nobushige được biết đến nhờ sự dũng cảm và khôn khéo của mình. Ông còn được đặt cho cái tên là Takeda Tenkyu.
Sau khi Takeda Nobutora (cha của Nobushige và Shingen) qua đời, Takeda Nobushige lên ngôi. Tuy nhiên, Shingen đã lật đổ ông và chính thức là người cầm đầu dòng họ nhà Takeda. Sau đó, Nobushige đã viết Kyûjukyu Kakun, gồm 99 lời dạy cho nhà Takeda. Ông đã trở thành 1 vị tướng quan trọng, lãnh đạo một quân đội cho Takeda Shingen. Năm 1544, ông được Takeda Shingen cử đi chiếm thành Kōjinyama (thành của Fujisawa Yorichika). Năm 1553, thành Katsurao, 1 ngôi thành chính của Murakami Yoshikiyo đã rơi vào tay của Nobushige và Yoshinobu. Điều này đã khiến cho Yoshikiyo đưa lá thư tới Uesugi Kenshin và đã bắt đầu trận chiến huyền thoại giữa Takeda và Kenshin ở cánh đồng Kawanakajima.
Nhưng Takeda Nobushige đã bị giết ở trận Kawanakajima thứ 4. Ông đã bị bao vây và bị giết trên chiến trường (nhưng cũng có người nói Nobushige đã bị Kakizaki Kageie giết chết trong trận đánh này). Ông có 1 đứa con trai tên là Takeda Yoshikatsu (sau này đổi tên thành Mochizuki Nobumasa)